# SM UC-77
SM UC-77 – niemiecki podwodny stawiacz min z okresu I wojny światowej, jedna z 64 zbudowanych jednostek typu UC II. Zwodowany 2 grudnia 1916 roku w stoczni Vulcan w Hamburgu, został przyjęty do służby w Kaiserliche Marine 29 grudnia 1916 roku. W czasie służby operacyjnej w składzie 1. Flotylli U-Bootów Hochseeflotte i Flotylli Flandria (później II Flotylli Flandria) okręt odbył 13 patroli bojowych, w wyniku których zatonęło 35 statków o łącznej pojemności 50 973 BRT, a siedem statków o łącznej pojemności 23 734 BRT zostało uszkodzonych. 11 lipca 1918 roku SM UC-77 zatonął na minie na Morzu Północnym.

## Projekt i budowa
Dokonania pierwszych niemieckich podwodnych stawiaczy min typu UC I, a także zauważone niedostatki tej konstrukcji, skłoniły dowództwo Cesarskiej Marynarki Wojennej z admirałem von Tirpitzem na czele do działań mających na celu budowę nowego, znacznie większego i doskonalszego typu okrętu podwodnego. Opracowany latem 1915 roku projekt okrętu, oznaczonego później jako typ UC II, tworzony był równolegle z projektem przybrzeżnego torpedowego okrętu podwodnego typu UB II. Głównymi zmianami w stosunku do poprzedniej serii były: instalacja wyrzutni torpedowych i działa pokładowego, zwiększenie mocy i niezawodności siłowni, oraz wzrost prędkości i zasięgu jednostki, kosztem rezygnacji z możliwości łatwego transportu kolejowego (ze względu na powiększone rozmiary).
SM UC-77 zamówiony został 12 stycznia 1916 roku jako jednostka z III serii okrętów typu UC II (numer projektu 41, nadany przez Inspektorat U-Bootów), w ramach wojennego programu rozbudowy floty . Został zbudowany w stoczni Vulcan w Hamburgu jako jeden z sześciu okrętów III serii zamówionych w tej wytwórni. UC-77 otrzymał numer stoczniowy 82 (Werk 82)  . Stępkę okrętu położono w 1916 roku , a zwodowany został 2 grudnia 1916 roku. Koszt budowy okrętu wyniósł 2 mln 86 tys. marek.

## Dane taktyczno-techniczne
SM UC-77 był średniej wielkości przybrzeżnym okrętem podwodnym o konstrukcji dwukadłubowej. Długość całkowita wynosiła 50,45 metra, szerokość 5,22 metra i zanurzenie 3,65 metra . Wykonany ze stali kadłub sztywny miał 39,3 metra długości i 3,61 metra szerokości, a wysokość (od stępki do szczytu kiosku) wynosiła 7,46 metra . Wyporność w położeniu nawodnym wynosiła 410 ton, a w zanurzeniu 493 tony. Jednostka miała wysoki, ostry dziób przystosowany do przecinania sieci przeciwpodwodnych; do jej wnętrza prowadziły trzy luki: pierwszy przed kioskiem, drugi w kiosku, a ostatni w części rufowej, prowadzący do maszynowni . Cylindryczny kiosk miał średnicę 1,4 metra i wysokość 1,8 metra, obudowany był opływową osłoną . Okręt napędzany był na powierzchni przez dwa 6-cylindrowe, czterosuwowe silniki wysokoprężne Daimler MU256 o łącznej mocy 485 kW (660 KM), a pod wodą poruszał się dzięki dwóm silnikom elektrycznym SSW o łącznej mocy 460 kW (620 KM) . Dwa wały napędowe obracały dwie śruby wykonane z brązu manganowego (o średnicy 1,9 metra i skoku 0,9 metra) . Okręt osiągał prędkość 11,8 węzła na powierzchni i 7,3 węzła w zanurzeniu . Zasięg wynosił 10 230 Mm przy prędkości 7 węzłów w położeniu nawodnym oraz 52 Mm przy prędkości 4 węzłów pod wodą . Zbiorniki mieściły 55 ton paliwa , a energia elektryczna magazynowana była w dwóch bateriach akumulatorów 26 MAS po 62 ogniwa, zlokalizowanych pod przednim i tylnym pomieszczeniem mieszkalnym załogi. Okręt miał siedem zewnętrznych zbiorników balastowych . Dopuszczalna głębokość zanurzenia wynosiła 50 metrów , a czas wykonania manewru zanurzenia 40 sekund.
Głównym uzbrojeniem okrętu było 18 min kotwicznych typu UC/200 w sześciu skośnych szybach minowych o średnicy 100 cm, usytuowanych w podwyższonej części dziobowej jeden za drugim w osi symetrii okrętu, pod kątem do tyłu (sposób stawiania – „pod siebie”). Układ ten powodował, że miny trzeba było stawiać na zaplanowanej przed rejsem głębokości, gdyż na morzu nie było do nich dostępu (co znacznie zmniejszało skuteczność okrętów). Wyposażenie uzupełniały dwie zewnętrzne wyrzutnie torped kalibru 500 mm (umiejscowione powyżej linii wodnej na dziobie, po obu stronach szybów minowych), jedna wewnętrzna wyrzutnia torped kal. 500 mm na rufie (z łącznym zapasem 7 torped) oraz umieszczone przed kioskiem działo pokładowe kal. 88 mm L/30, z zapasem amunicji wynoszącym 130 naboi . Okręt wyposażony był w dwa peryskopy Zeissa: wachtowy i bojowy oraz radiostację z podnoszonym masztem o wysokości 10 metrów. Wyposażenie uzupełniała kotwica grzybkowa o masie 272 kg .
Załoga okrętu składała się z 3 oficerów oraz 23 podoficerów i marynarzy.

## Służba

### 1916 rok
29 grudnia 1916 roku SM UC-77 został przyjęty do służby w Cesarskiej Marynarce Wojennej . Dowództwo jednostki objął por. mar. (niem. Oberleutnant zur See) Reinhard von Rabenau .

### 1917 rok
Z dniem 1 lutego 1917 roku, rozkazem szefa sztabu admiralicji niemieckiej z 12 stycznia tego roku, U-Booty należące do czterech flotylli Hochseeflotte, Flotylli Flandria i Flotylli Pola rozpoczęły nieograniczoną wojnę podwodną. Po okresie szkolenia okręt został 5 marca przydzielony do 1. Flotylli U-Bootów Hochseeflotte . W dniach 21 marca – 1 kwietnia UC-77 przeprowadził operację bojową, stawiając u wschodniego wybrzeża Anglii trzy zagrody składające się łącznie z 18 min. 24 marca okręt na północny wschód od Eyemouth UC-77 zatopił zbudowany w 1884 roku norweski parowiec „Grenmar” o pojemności 1438 BRT, płynący z ładunkiem węgla z Blyth do Christianii (obyło się bez strat w ludziach) . Nazajutrz w odległości 17 Mm na południowy wschód od Aberdeen (na pozycji 57°10′N 1°32′W/57,166667 -1,533333) U-Boot zatrzymał i po ewakuacji załogi zatopił zbudowany w 1891 roku brytyjski trawler „Prince Of Wales” (158 BRT) . 27 marca ofiarą działalności UC-77 padły dwa norweskie parowce: zbudowany w 1915 roku „Nova” (1034 BRT), transportujący węgiel z Blyth do Sarpsborga, zatopiony bez strat w ludziach w odległości 18 Mm od Aberdeen  oraz pochodzący z 1910 roku „Sandvik” (591 BRT), płynący z ładunkiem drobnicy z Goole do Göteborga, zatopiony bez strat w załodze na tych samych wodach . Tego dnia okręt zatrzymał i po zejściu załogi zatopił zbudowany w 1896 roku brytyjski statek rybacki „Galatia” o pojemności 150 BRT . Następnego dnia U-Boot zatopił kolejne dwie jednostki: zbudowany w 1901 roku norweski parowiec „Tizona” o pojemności 1021 BRT, płynący z ładunkiem koksu z Londynu do Christianii (w odległości 35 Mm na północny wschód od latarni morskiej Longstone, bez strat w ludziach)  oraz pochodzący z 1895 roku brytyjski trawler „Moulmein” (151 BRT), zatrzymany i zatopiony po ewakuacji załogi w odległości 25 Mm na północny wschód od latarni morskiej Longstone . 30 marca w odległości 120 Mm na wschód od Aberdeen okręt zatrzymał i po zejściu załogi zatopił zbudowany w 1893 roku brytyjski trawler „Petrel” o pojemności 151 BRT (na pozycji 57°00′N 1°30′E/57,000000 1,500000) .
26 kwietnia dowodzący okrętem por. mar. Reinhard von Rabenau został awansowany na stopień kpt. mar. (niem. Kapitänleutnant) . Tego dnia u wybrzeży Aberdeenshire (na pozycji 56°53′N 2°08′W/56,883333 -2,133333) na postawioną przez UC-77 minę wszedł zbudowany w 1910 roku uzbrojony trawler HMT „Repro” (230 BRT), który zatonął ze stratą 13 członków załogi . W maju 1917 roku UC-77 oraz pozostałe okręty wchodzące w skład 1. Flotylli (U-71, U-80, UC-29, UC-31, UC-33, UC-41, UC-42, UC-44, UC-45, UC-49, UC-50, UC-51, UC-55 i UC-75) postawiły wokół Wysp Brytyjskich 50 zagród minowych.
3 maja w odległości 1 Mm na wschód od Aberdeen na postawioną przez U-Boota minę wszedł zbudowany w 1909 roku brytyjski parowiec „Glen Tanar” (817 BRT), płynący z ładunkiem węgla z Seaham do Aberdeen. Statek zatonął bez strat w załodze na pozycji 57°10′N 2°02′W/57,166667 -2,033333  . Nazajutrz w odległości 68 Mm na północny wschód od Isle of May okręt zatopił w ataku torpedowym zbudowany w 1913 roku norweski parowiec „Vale” o pojemności 720 BRT, płynący pod balastem z Newcastle upon Tyne do Bergen (na pozycji 56°02′N 1°00′W/56,033333 -1,000000, w wyniku ataku zginęły trzy osoby) . Tego dnia u ujścia Tyne UC-77 uszkodził z działa pokładowego pochodzący z 1903 roku brytyjski trawler „Wolseley” o pojemności 159 BRT (obyło się bez strat w ludziach) , a na postawionej przez okręt podwodny minie zatonął na pozycji 56°37′N 2°27′W/56,616667 -2,450000 zbudowany w 1905 roku brytyjski parowiec „Herrington” (1258 BRT), transportujący węgiel z Methil (także nikt nie zginął)  . 5 maja nieopodal Eyemouth U-Boot tak ciężko uszkodził zbudowany w 1890 roku duński parowiec „Odense” o pojemności 1756 BRT, płynący z ładunkiem orzeszków ziemnych z Bathurst do Aarhus. Statek został porzucony przez załogę i zatonął ostatecznie 2 sierpnia (na pozycji 55°56′N 2°12′W/55,933333 -2,200000, w wyniku ataku zginęły dwie osoby) . Następnego dnia w odległości 30 Mm na wschód od Aberdeen okręt zatopił w ataku torpedowym płynący w konwoju zbudowany w 1894 roku norweski parowiec „Kaparika” (1232 BRT), transportujący węgiel z Blyth do Sarpsborga (na pokładzie śmierć poniósł jeden marynarz) .
3 czerwca w odległości 5 Mm na wschód od Aberdeen UC-77 zatrzymał i zatopił pochodzący z 1900 roku brytyjski trawler „Virgilia” o pojemności 209 BRT (na pozycji 57°10′N 1°51′W/57,166667 -1,850000, do niewoli wzięto kapitana jednostki) . 6 czerwca ofiarą działalności U-Boota padły dwa parowce: zbudowany w 1884 roku duński „Harald Klitgaard” (1799 BRT), płynący pod balastem w konwoju z Kopenhagi do Seaham, zatopiony torpedą ze stratą jednego załoganta w odległości 28 Mm na północ od wysp Farne (Northumberland)  oraz pochodzący z 1882 roku szwedzki „Anton” (1568 BRT), płynący z ładunkiem węgla z Grimsby do Göteborga, zatopiony w odległości 20 Mm od wybrzeża między Aberdeen a Dundee (na pozycji 56°45′N 1°05′W/56,750000 -1,083333) .
4 lipca SM UC-77 został przydzielony do Flotylli Flandria . 11 lipca w odległości 25 Mm na północny wschód od Ouessant załoga okrętu najpierw wystrzeliła niecelną torpedę w kierunku zbudowanego w 1908 roku duńskiego parowca „Vordingborg” o pojemności 2155 BRT, transportującego węgiel na trasie Cardiff – Huelva, a następnie, po opuszczeniu statku przez załogę, zatopiła jednostkę na pozycji 48°52′N 5°16′W/48,866667 -5,266667 . Dwa dni później 11 Mm na północ od Ouessant U-Boot storpedował i zatopił zbudowany w 1913 roku francuski parowiec „Ascain” (1686 BRT), który wypłynął z Bajonny .
8 sierpnia w odległości około 90 Mm na południowy zachód od Ouessant UC-77 zatopił zbudowany w 1901 roku portugalski parowiec „Berlengas” o pojemności 3548 BRT, płynący z ładunkiem fasoli z Rangunu do Londynu (na pozycji 47°00′N 5°15′W/47,000000 -5,250000) . 11 sierpnia w odległości 5 Mm na północny zachód od Ouessant okręt storpedował bez ostrzeżenia i zatopił zbudowany w 1917 roku uzbrojony brytyjski parowiec „Sonnie” (2642 BRT), przewożący transport rudy żelaza z Bilbao do Middlesbrough. Statek zatonął na pozycji 48°34′N 4°55′W/48,566667 -4,916667 ze stratą 11 członków załogi  .
7 września w odległości 14 Mm na południe od latarni morskiej Eddystone U-Boot uszkodził w ataku torpedowym zbudowany w 1910 roku brytyjski parowiec „Scottish Prince” o pojemności 2897 BRT, który wypłynął z Manchesteru z towarami rządowymi (nikt nie zginął) . Trzy dni później w odległości 1,5 Mm od latarni morskiej Longships okręt storpedował i uszkodził zbudowany w 1906 roku brytyjski parowiec „Ioanna” (3459 BRT), płynący pod balastem z Hawru do Manchesteru (obyło się bez strat w ludziach) .
W październiku niemieckie siły podwodne przeszły reorganizację, w wyniku której Flotylla Flandria została podzielona na dwie części: I Flotyllę Flandria i II Flotyllę Flandria, a UC-77 znalazł się w składzie tej drugiej . 15 października nieopodal latarni morskiej Portland Bill U-Boot uszkodził w ataku torpedowym zbudowany w 1905 roku brytyjski parowiec „Leander” o pojemności 2793 BRT, przewożący siano z Manchesteru do St Helen’s (nikt nie zginął) . 19 października w odległości 35 Mm na północny zachód od Le Tréport okręt zatrzymał i po zejściu załogi zatopił za pomocą ładunków wybuchowych zbudowaną w 1873 roku brytyjską drewnianą barkentynę „Eldra” (227 BRT), płynącą z ładunkiem węgla ze Swansea do Le Tréport  .
17 listopada w odległości około 6 Mm od Brestu UC-77 storpedował zbudowany w 1898 roku duński parowiec „Adolph Andersen” o pojemności 981 BRT, transportujący węgiel z Newport do Nantes. Statek zatonął ze stratą jednego marynarza na pozycji 48°30′N 4°55′W/48,500000 -4,916667 . 18 listopada lista wojennych osiągnięć załogi U-Boota powiększyła się o dwa brytyjskie uzbrojone parowce: zbudowany w 1887 roku „Antwerpen” (1637 BRT), płynący z ładunkiem węgla z Barry do Rouen, storpedowany bez ostrzeżenia i zatopiony bez strat ludzkich na pozycji 50°06′N 5°31′W/50,100000 -5,516667   oraz pochodzący z 1904 roku „Gisella” (2502 BRT), transportujący węgiel z Cardiff, który ze stratą dwóch załogantów został zatopiony w ataku torpedowym 2 Mm na południowy zachód od wyspy Skokholm  . 19 listopada okręt zatopił kolejne trzy jednostki: zbudowany w 1912 roku francuski parowiec „Amiral Zede” (5980 BRT), płynący z Hawru via Newport do Buenos Aires, storpedowany w odległości 22 Mm na południowy wschód od Carnsore Point (na pozycji 52°01′N 6°06′W/52,016667 -6,100000, zginął jeden marynarz) , zbudowany w 1917 roku brytyjski parowiec „Clangula” (1754 BRT), płynący z ładunkiem drobnicy z Liverpoolu do Rotterdamu (u wybrzeży Devon, ze stratą 15 członków załogi wraz z kapitanem)   oraz pochodzący z 1874 roku brytyjski drewniany szkuner „Robert Brown” o pojemności 119 BRT, płynący z ładunkiem gliny z Fowey do Runcorn, zatrzymany i po ewakuacji załogi zatopiony za pomocą ładunków wybuchowych w odległości 15 Mm na północny zachód od wyspy Lundy  . 30 listopada w odległości 9 Mm na południowy zachód od Przylądka La Hague na postawionej przez U-Boota minie zatonął francuski holownik „Remoqueur No 8” o pojemności 250 BRT .

### 1918 rok
30 stycznia 1918 roku nowym dowódcą okrętu został mianowany por. mar. Johannes Ries, sprawujący wcześniej komendę nad UB-17 i UB-88 .
7 marca nieopodal Dungeness UC-77 storpedował i uszkodził zbudowany w 1917 roku brytyjski parowiec „Cliffside” o pojemności 4969 BRT, przewożący owies, stal i drewno z Nowego Orleanu do Londynu (obyło się bez strat w ludziach) . Trzy dni później w odległości 2 Mm od latarni morskiej Pendeen okręt storpedował zbudowany w 1913 roku norweski parowiec „Skrymer” (1476 BRT), płynący z ładunkiem węgla z Port Talbot do Rouen. Statek zatonął ze stratą dwóch członków załogi na pozycji 50°11′N 5°40′W/50,183333 -5,666667 . 18 marca w odległości 1,5 Mm na południowy zachód od Lyme Regis U-Boot storpedował bez ostrzeżenia i zatopił zbudowany w 1905 roku uzbrojony brytyjski parowiec „Baygitano” o pojemności 3073 BRT, płynący pod balastem z Hawru do Cardiff (na pozycji 50°41′N 2°56′W/50,683333 -2,933333, na pokładzie zginęły dwie osoby  .
15 kwietnia 9 Mm na północny zachód od latarni morskiej Portland Bill U-Boot storpedował bez ostrzeżenia i zatopił zbudowany w 1882 roku uzbrojony brytyjski parowiec „Pomeranian” o pojemności 4241 BRT, płynący na trasie z Londynu do Saint John, a w wyniku ataku śmierć poniosło 55 osób wraz z kapitanem  . W tym samym dniu nieopodal latarni morskiej Portland Bill okręt storpedował też zbudowany w 1917 roku brytyjski parowiec „City Of Winchester” (7981 BRT), płynący z ładunkiem drobnicy z Londynu do Nowego Jorku, który został uszkodzony (nikt nie zginął) .
6 czerwca w odległości 23 Mm na północny zachód od Hawru okręt storpedował bez ostrzeżenia zbudowany w 1911 roku uzbrojony brytyjski parowiec „Huntsland” o pojemności 2871 BRT, płynący pod balastem z Hawru do Portsmouth. Statek zatonął bez strat w załodze na pozycji 49°50′N 0°10′W/49,833333 -0,166667  . 9 czerwca ten sam los spotkał w odległości 7 Mm na południowy wschód od Lyme Regis zbudowany w 1878 roku uzbrojony brytyjski parowiec „Moidart” (1303 BRT), płynący z Barry z ładunkiem węgla, na pokładzie którego zginęło 15 osób  . Nazajutrz okręt w odległości 5 Mm od Bridport uszkodził w ataku torpedowym zbudowany w 1889 roku francuski parowiec „Saint Barthelemy” o pojemności 1476 BRT, płynący pod balastem z Rouen do Swansea . 14 czerwca na postawioną przez U-Boota nieopodal Hawru minę wszedł zbudowany w 1916 roku brytyjski uzbrojony trawler HMT „Princess Olga” (245 BRT), który zatonął bez strat w załodze .
11 lipca 1918 roku SM UC-77 zatonął wraz z całą, liczącą 30 osób załogą, po wejściu na minę u wybrzeży Flandrii (na pozycji 51°32′N 3°09′E/51,533333 3,150000) .

### Podsumowanie działalności bojowej
SM UC-77 odbył 13 rejsów operacyjnych, w wyniku których zatonęło 35 statków o łącznej pojemności 50 973 BRT, a siedem statków o łącznej pojemności 23 734 BRT zostało uszkodzonych . Na pokładach zatopionych i uszkodzonych jednostek zginęły co najmniej 131 osób, w tym 55 na brytyjskim parowcu „Pomeranian”  . Pełne zestawienie zadanych przez niego strat przedstawia poniższa tabela :
| Data                 | Nazwa                | Państwo         | Tonaż       | Los jednostki |
| -------------------- | -------------------- | --------------- | ----------- | ------------- |
| 24 marca 1917        | „Grenmar”            | Norwegia        | 1438        | zatopiony     |
| 25 marca 1917        | „Prince of Wales”    | Wielka Brytania | 158         | zatopiony     |
| 27 marca 1917        | „Galatia”            | Wielka Brytania | 150         | zatopiony     |
| 27 marca 1917        | „Nova”               | Norwegia        | 1034        | zatopiony     |
| 27 marca 1917        | „Sandvik”            | Norwegia        | 591         | zatopiony     |
| 28 marca 1917        | „Moulmein”           | Wielka Brytania | 151         | zatopiony     |
| 28 marca 1917        | „Tizona”             | Norwegia        | 1021        | zatopiony     |
| 30 marca 1917        | „Petrel”             | Wielka Brytania | 151         | zatopiony     |
| 26 kwietnia 1917     | HMT „Repro”          | Royal Navy      | 230         | zatopiony     |
| 3 maja 1917          | „Glen Tanar”         | Wielka Brytania | 817         | zatopiony     |
| 4 maja 1917          | „Herrington”         | Wielka Brytania | 1258        | zatopiony     |
| 4 maja 1917          | „Vale”               | Norwegia        | 720         | zatopiony     |
| 4 maja 1917          | „Wolseley”           | Wielka Brytania | 159         | uszkodzony    |
| 5 maja 1917          | „Odense”             | Dania           | 1756        | zatopiony     |
| 6 maja 1917          | „Kaparika”           | Norwegia        | 1232        | zatopiony     |
| 3 czerwca 1917       | „Virgilia”           | Wielka Brytania | 209         | zatopiony     |
| 6 czerwca 1917       | „Anton”              | Szwecja         | 1568        | zatopiony     |
| 6 czerwca 1917       | „Harald Klitgaard”   | Dania           | 1799        | zatopiony     |
| 11 lipca 1917        | „Vordingborg”        | Dania           | 2155        | zatopiony     |
| 13 lipca 1917        | „Ascain”             | Francja         | 1686        | zatopiony     |
| 8 sierpnia 1917      | „Berlengas”          | Portugalia      | 3548        | zatopiony     |
| 11 sierpnia 1917     | „Sonnie”             | Wielka Brytania | 2642        | zatopiony     |
| 7 września 1917      | „Scottish Prince”    | Wielka Brytania | 2897        | uszkodzony    |
| 10 września 1917     | „Ioanna”             | Wielka Brytania | 3459        | uszkodzony    |
| 15 października 1917 | „Leander”            | Wielka Brytania | 2793        | uszkodzony    |
| 19 października 1917 | „Eldra”              | Wielka Brytania | 227         | zatopiony     |
| 17 listopada 1917    | „Adolph Andersen”    | Dania           | 981         | zatopiony     |
| 18 listopada 1917    | „Antwerpen”          | Wielka Brytania | 1637        | zatopiony     |
| 18 listopada 1917    | „Gisella”            | Wielka Brytania | 2502        | zatopiony     |
| 19 listopada 1917    | „Amiral Zede”        | Francja         | 5980        | zatopiony     |
| 19 listopada 1917    | „Clangula”           | Wielka Brytania | 1754        | zatopiony     |
| 19 listopada 1917    | „Robert Brown”       | Wielka Brytania | 119         | zatopiony     |
| 30 listopada 1917    | „Remoqueur No 8”     | Francja         | 250         | zatopiony     |
| 7 marca 1918         | „Cliffside”          | Wielka Brytania | 4969        | uszkodzony    |
| 10 marca 1918        | „Skrymer”            | Norwegia        | 1476        | zatopiony     |
| 18 marca 1918        | „Baygitano”          | Wielka Brytania | 3073        | zatopiony     |
| 15 kwietnia 1918     | „City of Winchester” | Wielka Brytania | 7981        | uszkodzony    |
| 15 kwietnia 1918     | „Pomeranian”         | Wielka Brytania | 4241        | zatopiony     |
| 6 czerwca 1918       | „Huntsland”          | Wielka Brytania | 2871        | zatopiony     |
| 9 czerwca 1918       | „Moidart”            | Wielka Brytania | 1303        | zatopiony     |
| 10 czerwca 1918      | „Saint Barthelemy”   | Francja         | 1476        | uszkodzony    |
| 14 czerwca 1918      | HMT „Princess Olga”  | Royal Navy      | 245         | zatopiony     |
| RAZEM                | RAZEM                | zatopione:      | zatopione:  | 35            |
| RAZEM                | RAZEM                | uszkodzone:     | uszkodzone: | 7             |